# Charles Newton Robinson
Charles Edmund Newton Robinson (Kensington, 14 ottobre 1853 – Swanage, 21 aprile 1913) è stato uno schermidore britannico, vincitore di una medaglia d'argento nella scherma ai giochi intermedi di Atene del 1906 (non riconosciuti dal CIO).